# محوطه قلاچه
محوطه قلاچه مربوط به سده‌های میانه دوران‌های تاریخی پس از اسلام است و در شهرستان دنا، بخش مرکزی، دهستان دنا، جنوب روستای معصوم‌آباد واقع شده و این اثر در تاریخ ۱۸ اسفند ۱۳۸۷ با شمارهٔ ثبت ۲۵۳۷۳ به‌عنوان یکی از آثار ملی ایران به ثبت رسیده است.